# Liste des monuments historiques de Benfeld
Ce tableau présente la liste de tous les monuments historiques de Benfeld (Bas-Rhin), classés ou inscrits.

## Monuments historiques
Selon la base Mérimée, il y a 10 monuments historiques à Benfeld, inscrits ou classés.
| Monument | Adresse                     | Coordonnées                      | Notice         | Protection | Date      | Illustration |
| --- | --------------------------- | -------------------------------- | -------------- | ---------- | --------- | --- |
| Centre de fermentation des tabacs façades, toitures | Rue du Château              | 48° 22′ 15″ nord, 7° 35′ 43″ est | « PA00084602 » | Inscrit    | 1988      | Centre de fermentation des tabacsfaçades, toitures |
| Château épiscopal porte | 3, rue du Château           | 48° 22′ 15″ nord, 7° 35′ 46″ est | « PA00084603 » | Inscrit    | 1988      | Image manquante Téléverser |
| Châtelet façades avec oriels, toiture, parquet en marqueterie | 10, rue du Châtelet         | 48° 22′ 10″ nord, 7° 35′ 35″ est | « PA00085277 » | Inscrit    | 2023      | Châteletfaçades avec oriels, toiture, parquet en marqueterie |
| Hôpital façades sur rue et sur cour, pierre tombale encastrée, vestibule d'entrée | 1, rue de l'Hôpital         | 48° 22′ 08″ nord, 7° 35′ 44″ est | « PA00084604 » | Inscrit    | 1929      | Hôpitalfaçades sur rue et sur cour, pierre tombale encastrée, vestibule d'entrée |
| Hôtel de ville façades avec tour, toitures | Place de la Mairie          | 48° 22′ 09″ nord, 7° 35′ 42″ est | « PA00084605 » | Inscrit    | 1929      | Hôtel de villefaçades avec tour, toitures |
| Maison façades, toitures, tourelle d'escalier, chambranle de porte | 12, rue Clemenceau          | 48° 22′ 11″ nord, 7° 35′ 45″ est | « PA00084606 » | Inscrit    | 1988      | Maisonfaçades, toitures, tourelle d'escalier, chambranle de porte |
| Maison pierre sculptée de la façade, escalier avec porte | 4, rue du Général-de-Gaulle | 48° 22′ 10″ nord, 7° 35′ 41″ est | « PA00084607 » | Inscrit    | 1929      | Maisonpierre sculptée de la façade, escalier avec porte |
| Relais de poste à chevaux - mur de clôture avec porches et porte piétonne, façades et toitures du corps de logis sauf véranda, escalier à balustres, salle à manger avec plafond et cheminée, façades et toitures des dépendances et du pavillon de jardin - cour intérieure, mur de clôture arrière entre l'ancien relais de poste et le pavillon de jardin | 2, avenue de la Gare        | 48° 22′ 17″ nord, 7° 35′ 28″ est | « PA00084608 » | Inscrit    | 1986 2015 | Relais de poste à chevaux- mur de clôture avec porches et porte piétonne, façades et toitures du corps de logis sauf véranda, escalier à balustres, salle à manger avec plafond et cheminée, façades et toitures des dépendances et du pavillon de jardin- cour intérieure, mur de clôture arrière entre l'ancien relais de poste et le pavillon de jardin |
| Site archéologique site archéologique | Ehl Raessler                | 48° 22′ 11″ nord, 7° 36′ 52″ est | « PA00084609 » | Inscrit    | 1976      | Image manquante Téléverser |
| Synagogue synagogue | Rue de la Dîme              | 48° 22′ 14″ nord, 7° 35′ 41″ est | « PA00084610 » | Inscrit    | 1984 2015 | Synagoguesynagogue |

## Mobiliers historiques
Selon la base Palissy, il y a 2 objets monuments historiques à Benfeld.
| Monument historique                                    | Localisation | Protection | Date de la protection | Référence            | Photo |
| ------------------------------------------------------ | ------------ | ---------- | --------------------- | -------------------- | ----- |
| dais de mariage                                        | synagogue    | inscrit    | 2001                  | Notice no PM67001454 |       |
| tronc à quêter de la religion juive : tronc d'offrande | synagogue    | inscrit    | 2001                  | Notice no PM67001453 |       |